# Baalbek
Baalbek of Balabakk is een stad in Libanon. De naam betekent "Baäl van Beka". De stad is dan ook gelegen in de Bekavallei, tussen de rivieren Litani en Orontes in het gelijknamige district Baalbek. De stad is vooral bekend vanwege haar Romeinse tempelruïnes die op de Werelderfgoedlijst staan. De moderne stad Baalbek had in 1981, het jaar van de laatste volkstelling, 50.000 inwoners. De stad was tot aan de Libanese Burgeroorlog per spoorlijn verbonden met Damascus en Beiroet.

## Geschiedenis
De stad werd oorspronkelijk gebouwd door de Feniciërs. De stad lag op een handelsroute tussen de Middellandse Zeekust en Mesopotamië. De stad was in de Fenicische tijd al een religieus centrum met o.a. een tempel gewijd aan de god Baäl, de god van het weer. In 334 v. Chr. werd de stad door Alexander de Grote ingenomen en hij hernoemde deze Heliopolis, vernoemd naar Helios, de Griekse god van de Zon. Mogelijk werd de nieuwe naam makkelijk geaccepteerd omdat Baäl in mindere mate ook als zonnegod werd aanbeden. De stad zou na de Slag bij Ipsos onderdeel worden van het Hellenistisch Egypte.
De eerste Romeinen kwamen waarschijnlijk al toen de regio veroverd werd door Julius Caesar maar pas de bloeiperiode van Baalbek begon in het jaar 15 v.Chr. toen grote groepen veteranen die voor keizer keizer Augustus hadden gevochten zich in de stad vestigden. Baalbek was tijdens de Romeinse periode een belangrijk religieus centrum en in de eeuwen erna werden het tempelcomplex gebouwd.
Met de opkomst van het Christendom in het Romeinse Rijk in de 4e eeuw werd de stad een fervent tegenstander van deze nieuwe religie. Het zou ertoe leiden dat de tempel van Jupiter voor een groot deel afgebroken zou worden. De stad raakt in verval. In 635 werd de stad door de Arabieren veroverd. De Omajjaden verwoestten de historische stad in 748. Een grote aardbeving in 1759 richtte nog meer schade aan.
In 1898 bezocht de Duitse keizer Wilhelm II van Duitsland de stad en gaf opdracht om archeologisch onderzoek te laten doen. In 1984 werden de verschillende ruïnes van Baalbek door UNESCO tot Werelderfgoed verklaard.

## De tempelruïnes
In Baalbek zijn drie indrukwekkende Romeinse tempelruïnes te vinden. Het tempelcomplex werd gebouwd op een ouder Fenicisch religieus complex. Er is destijds drie eeuwen lang aan dit complex gebouwd. In de 1e eeuw werd de Tempel van Jupiter gebouwd. Deze is na de Tempel van Venus en Roma in Rome de grootste Romeinse tempel ooit gebouwd. Een deel van de buitenste zuilengalerij is onvoltooid gebleven maar de zuilen waren 19,9 meter hoog met een diameter van bijna 2,5 meter. Dit waren de grootste zuilen uit de klassieke wereld. Hiervan staan er nog slechts zes overeind. De tempel staat op een platform, dat mogelijk ouder is en waarin drie stenen van 800 ton verwerkt zijn. Deze stenen, megalieten genaamd, zijn volgens meerdere bronnen wellicht wel twee keer zo oud als de tempel.. Het is voor historici een raadsel hoe deze stenen hier naartoe vervoerd zijn. Een vierde, nog grotere steen, genaamd Hajar el Gouble (zuidelijke steen) of Hajar el Hibla (steen van de zwangere vrouw) ligt ongebruikt in een steengroeve in de buurt van de stad en is nog steeds te bezichtigen.
De Tempel van Bacchus is een van de best bewaarde Romeinse tempels. Deze werd gebouwd in de 2e eeuw, waarschijnlijk in opdracht van keizer Antoninus Pius. Hierin zijn reliefs te vinden met mythologische verhalen over Bacchus.
Voor de tempel van Jupiter lag een hof met zuilengalerijen en voordat men dit kon betreden kwam men door een zeshoekig hof, ook omgeven door een zuilengalerij. De tempel gewijd aan Venus werd in de derde eeuw toegevoegd.

## Afbeeldingen

Afbeeldingen Baalbek
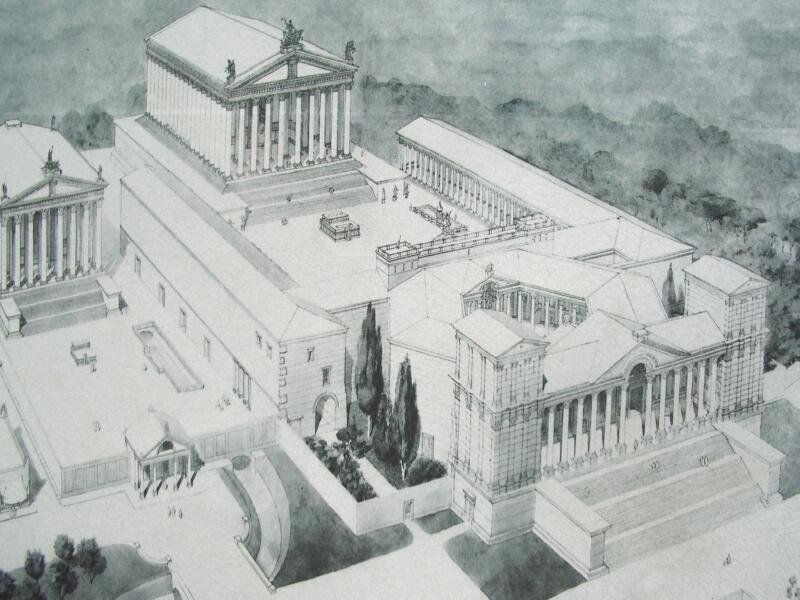
Het oude Baalbek met de tempel van Jupiter, het Zeshoekige Hof, en de Tempel van Bacchus. (De Tempel van Venus was de derde tempel van het complex, buiten beeld links vooraan)
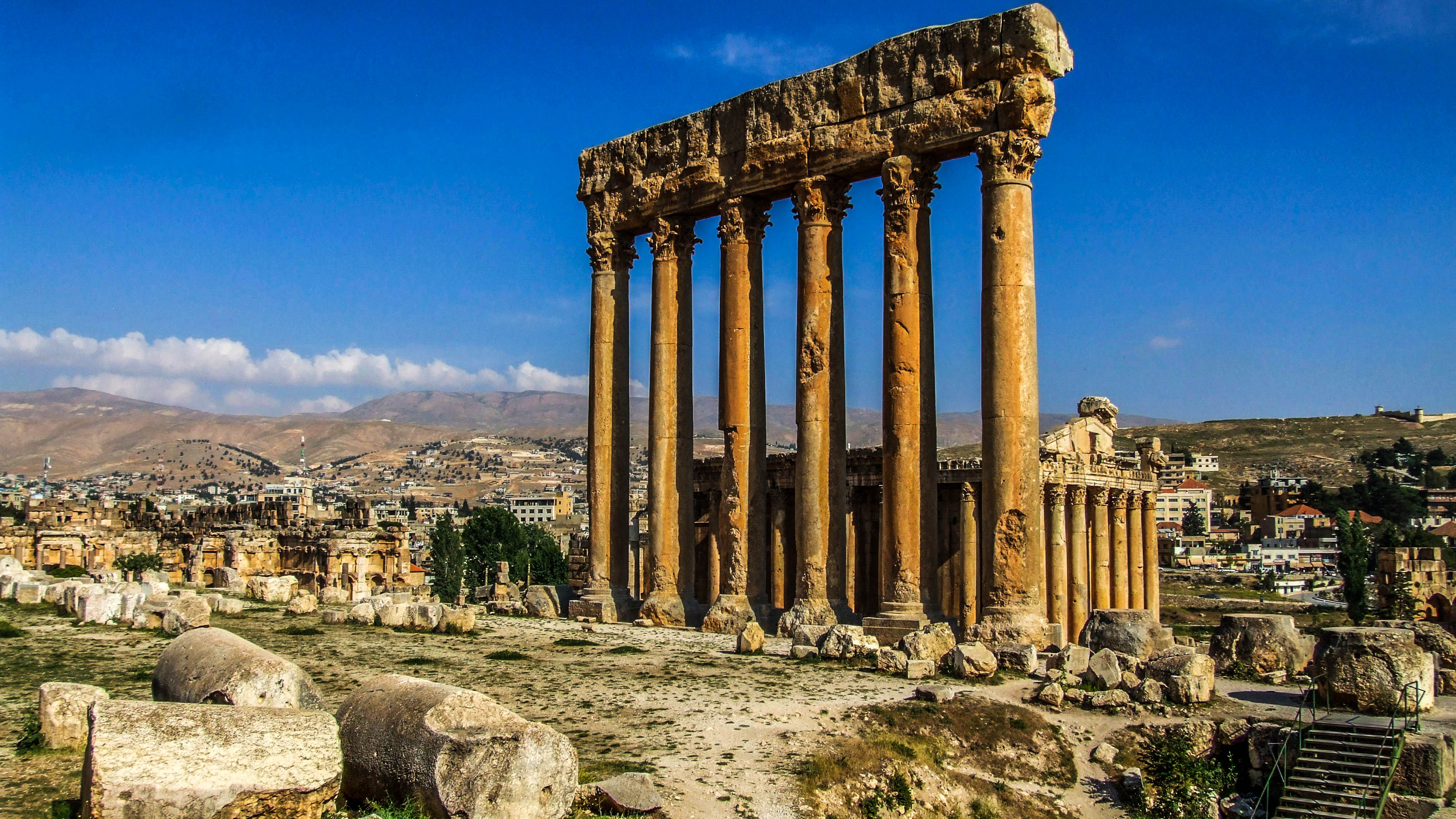
De zes overgebleven zuilen van de Tempel van Jupiter met op de achtergrond de Tempel van Bacchus
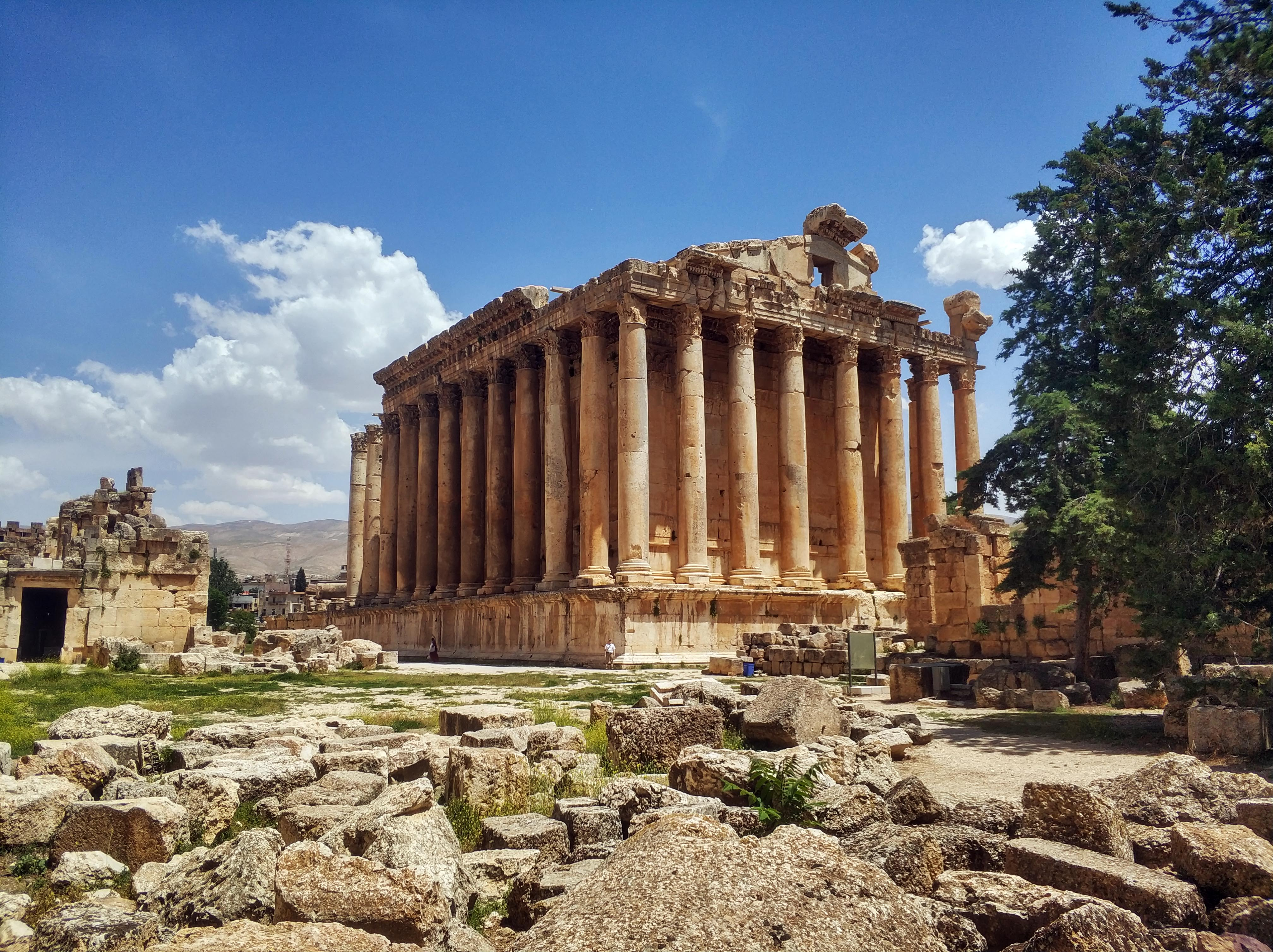
De Tempel van Bacchus
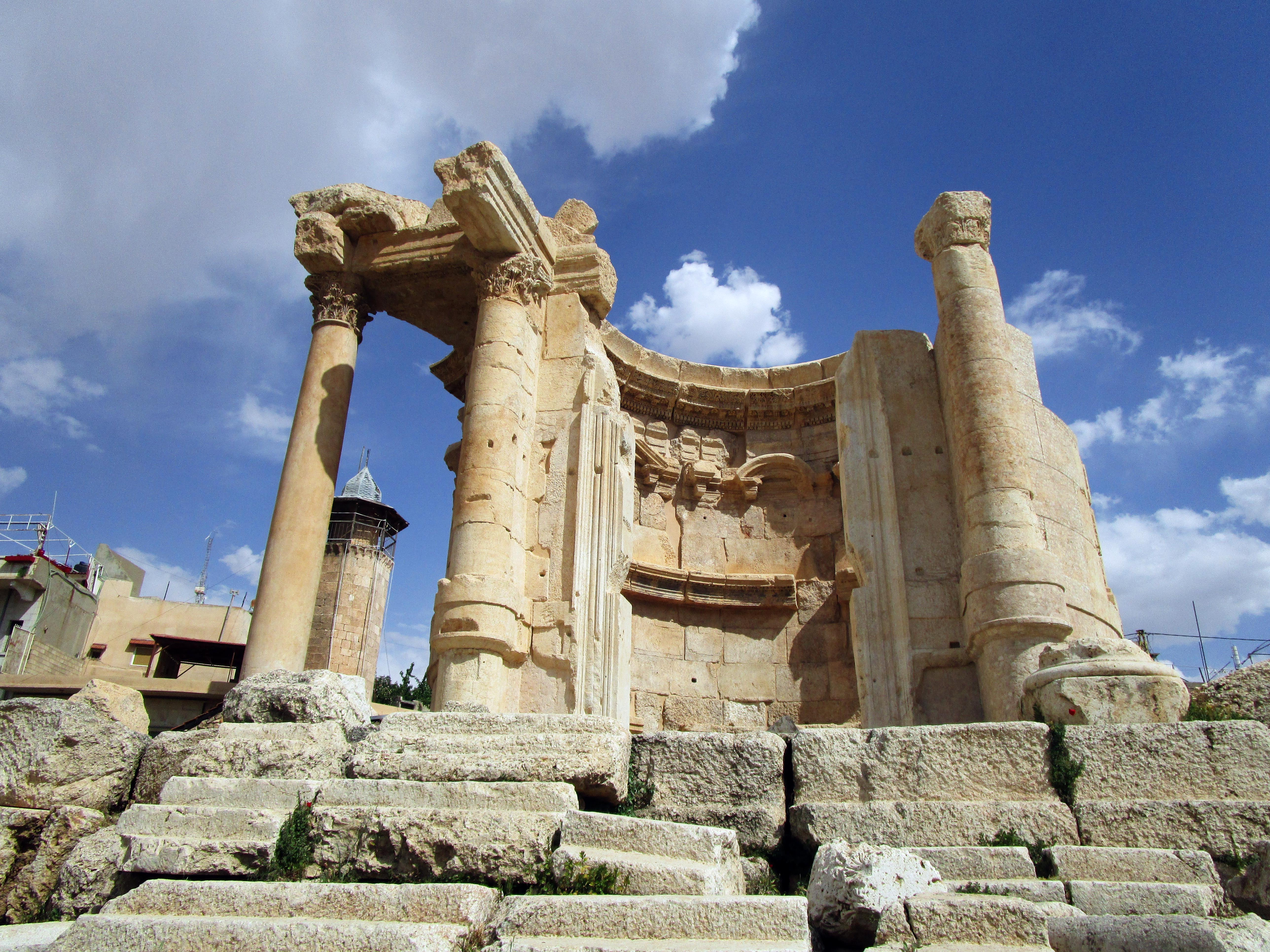
De Tempel van Venus
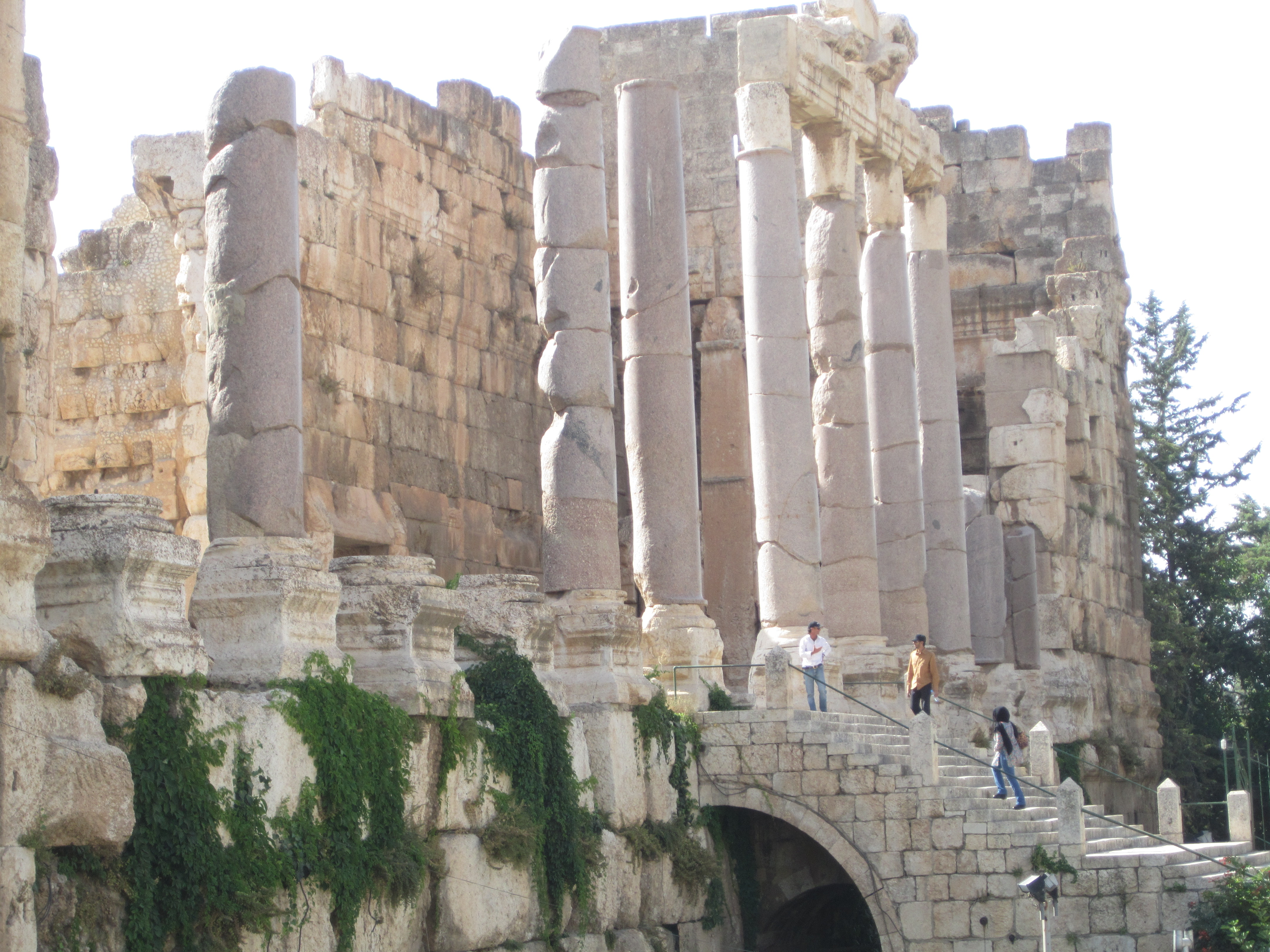
De Propyleeën, de monumentale ingang van het complex om het zeshoekige hof te betreden
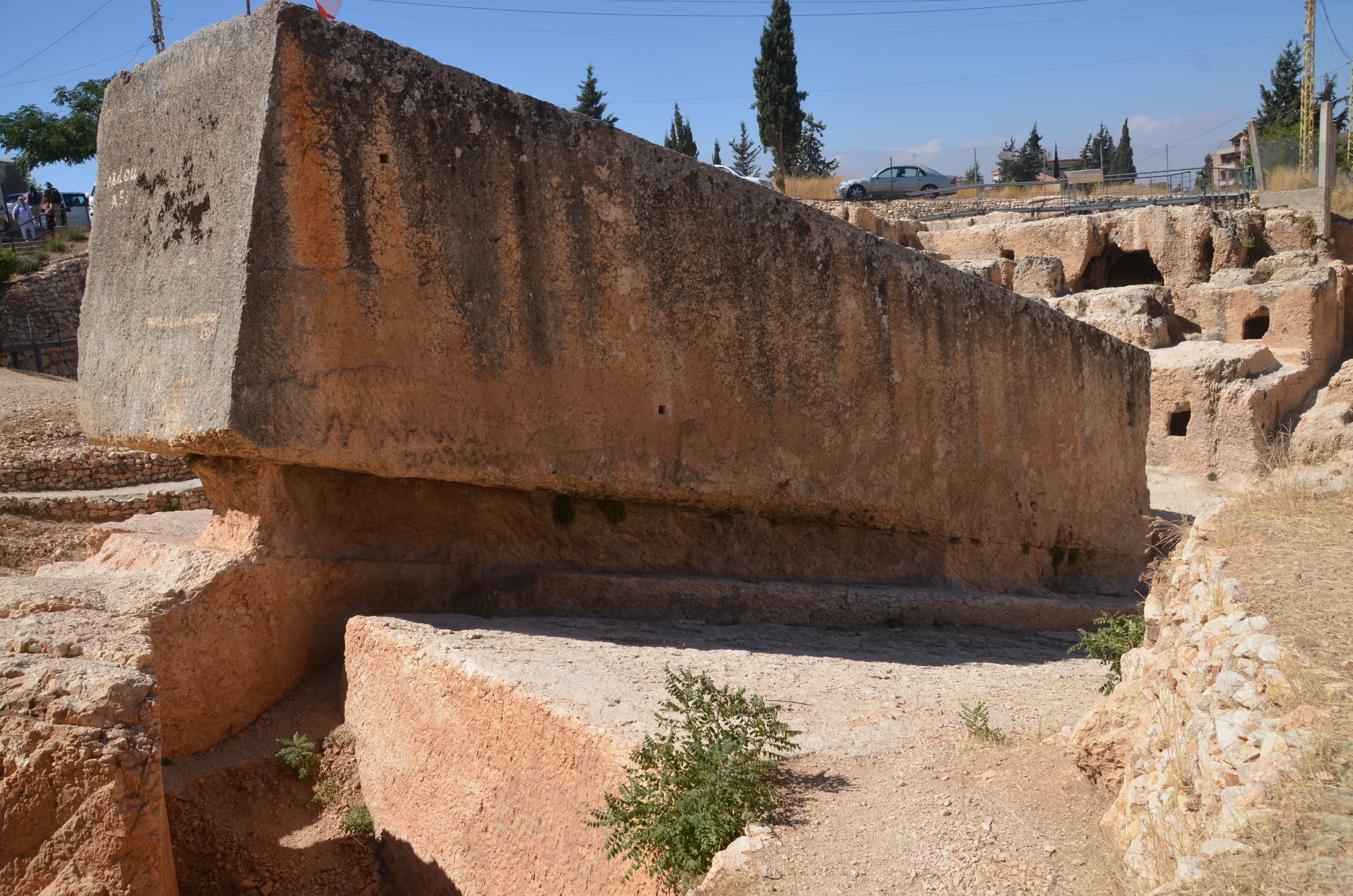
De Steen van de Zwangere Vrouw, bedoeld voor het platform van de Tempel van Jupiter, 970 ton, 20,3 - 20,8 m lang, 4 - 5,3 m breed, 4,2 - 4,3 m hoog
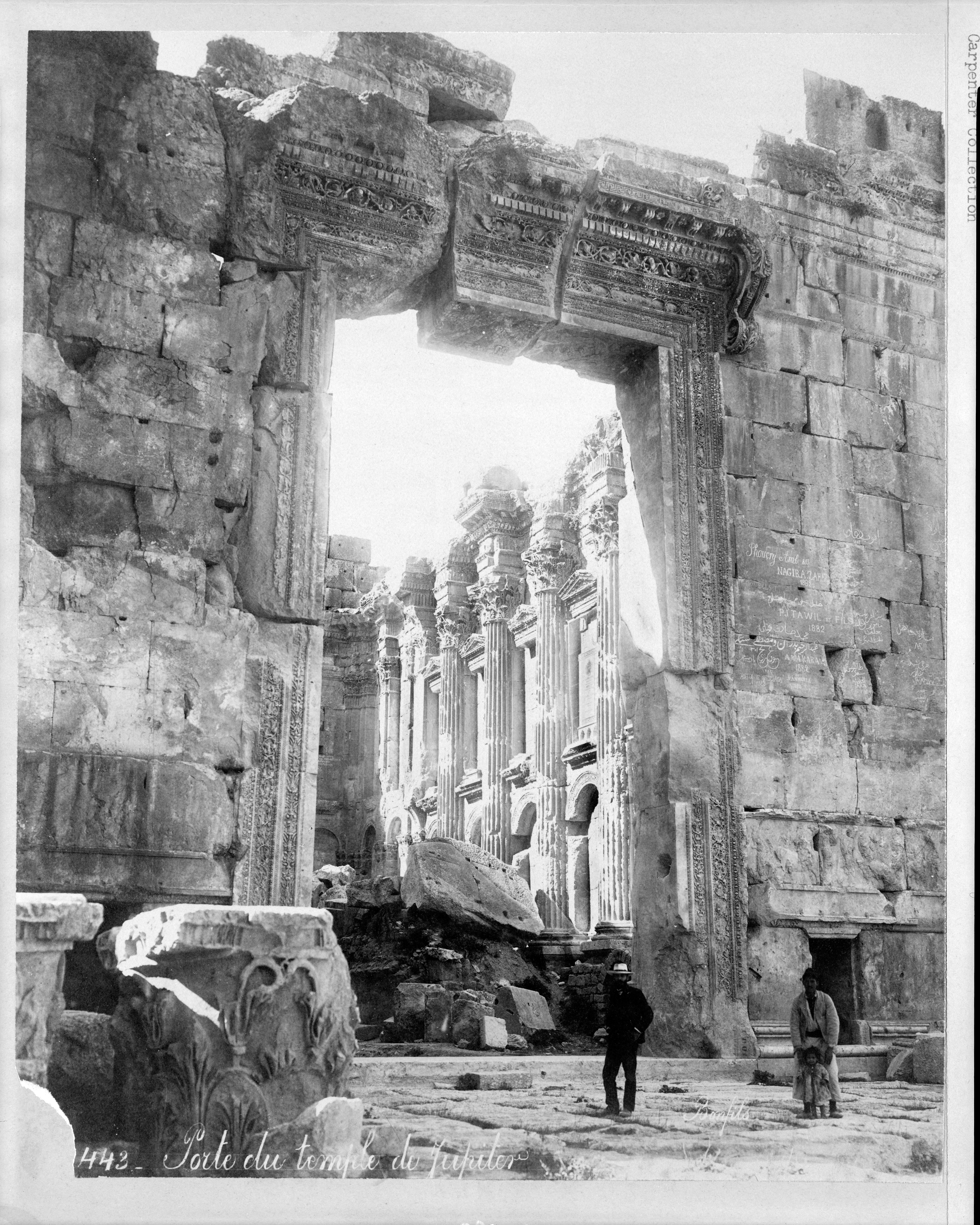
De ingang van de Tempel van Bacchus rond 1870
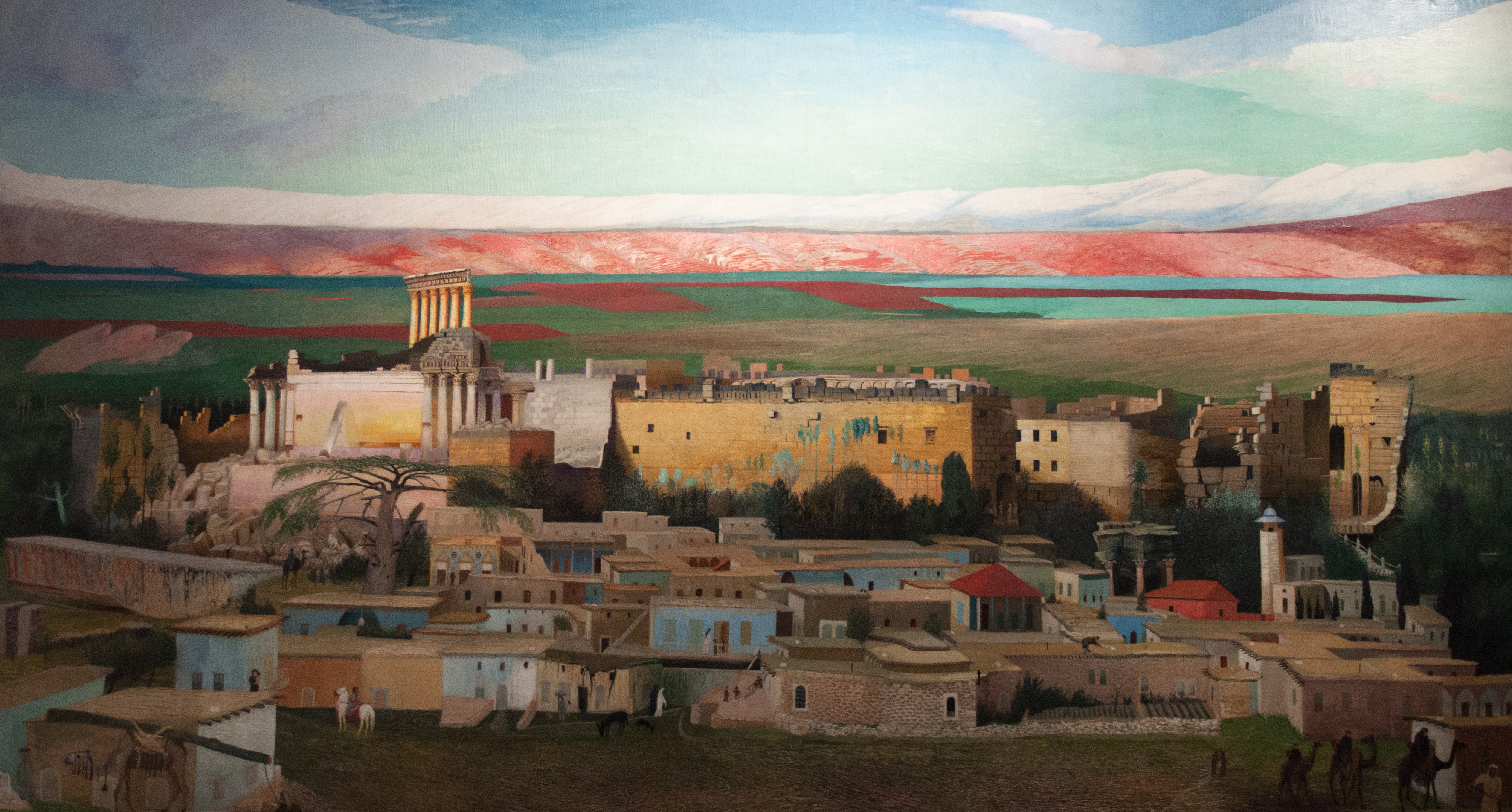
Baalbek, door Csontváry (1906)